# Ludvig Brockenhuus-Schack (amtmand)
 Der er flere personer med dette navn, se Ludvig Brockenhuus-Schack (hofjægermester).
Ludvig Frederik Henrik greve Brockenhuus-Schack (født 11. august 1825 på Giesegård, død 13. oktober 1906 på Spanager) var en dansk amtmand og politiker.
Han var en yngre søn af grev Henrik Adolph Brockenhuus-Schack og blev 1845 student fra Sorø Akademi, 1851 juridisk kandidat, tog 1852 den slesvigske, juridiske eksamen i Flensborg og blev 1853 herredsfoged i Egernførde Herred, 1860 amtmand i Tønder og Løgumkloster Amter, men blev afskediget i 1864 i anledning af hertugdømmernes afståelse, blev 1866 kammerherre, 1867 amtmand over Svendborg Amt, 1878 kommandør af 2. grad af Dannebrogordenen og 1885 kommandør af 1. grad. Først i 1905 tog han afsked fra stillingen som amtmand i Svendborg.
Han var umådeligt populær og vellidt på grund af sine personlige egenskaber. Han var på alle området ledet af stor retfærdighedsfølelse og medfølelse og var til det yderste pligtopfyldende,
kunne derfor til alle tider og til alle sider stå hævet over snævrere parti- og standshensyn. Samtidig gik han meget op i det amtskommunale selvstyre, som han søgte udbygget.
Blandt de forskellige tillidshverv, der derfor blev tildelt ham, bør nævnes formandsstillingen i det Sydfynske Jernbaneselskabs repræsentantskab, formandskabet for repræsentantskabet i Svendborg Bank fra dens stiftelse 1872 til hans død og hans valg til folketingsmand for Ærø (Svendborg Amts 7. kreds) i året 1887. Han havde allerede tidligere forgæves været opstillet i Svendborg for Højre, som han i stedet kom til at repræsentere i Ærøkredsen på tinge indtil 1892.
Han ægtede 4. juli 1854 Julie Georgine Sophie komtesse Moltke, en datter af grev Adam Wilhelm Moltke (1785-1864) og Marie Elisabeth f. komtesse Knuth (1791-1851).
Han er begravet i Svendborg. En kort film blev optaget ved bisættelsen.
| Efterfulgte: Arthur Christian Detlev Ludvig Eugenius Reventlow | Amtmand over Tønder Amt 1860 - 1864       | Efterfulgtes af: Afstået til Preussen |
| Efterfulgte: Arthur Christian Detlev Ludvig Eugenius Reventlow | Amtmand over Løgumkloster Amt 1860 - 1864 | Efterfulgtes af: Afstået til Preussen |
| Efterfulgte: ?                                                 | Amtmand over Svendborg Amt 1867 - 1905    | Efterfulgtes af: ?                    |